# Tuc de Biscarrague
Le tuc de Biscarrague (ou Bizkarraia) est une montagne des Pyrénées-Atlantiques (France), culminant à 91 mètres.

## Toponymie
La montagne se nomme Bizkarraia selon Géoportail et tuc de Biscarrague sur la carte IGN au 1/50 000e. Ce toponyme est issu du gascon tuc, qui signifie « hauteur » ou « sommet », et du nom basque, composé du radical bizkar et du suffixe aga, qui signifie « lieu de crêtes »,.

## Géographie

### Topographie
Le tuc de Biscarrague est situé sur les communes d'Urt et de Briscous. Son sommet se situe sur le territoire de cette dernière.
La montagne surplombe la vallée de l'Ardanavy, affluent de l'Adour. Selon la carte au 1/16 000e disponible sur Géoportail, elle culmine à 91 mètres.

### Géologie
Le sommet est une couche géologique datant du Cénomanien et Albien (limite Crétacé inférieur-supérieur), composée de flysch de Mixe c'est-à-dire d'une alternance d'argile et de grès. Versant sud se trouve une couche en forme de croissant composée d'ophites plus anciens allant du Trias au Tarditrias. La montagne est géologiquement isolée du relief environnant puisque ce dernier est plus tardif du Coniacien-Maastrichtien (milieu à fin du Crétacé supérieur) composée de calcaires, flysch marno-gréseux et marnes conchoïdes de Bidart). La rivière Ardanavy, qui coule par l'ouest à son pied, a déposé des alluvions fluviatiles récentes datant de la glaciation de Würm à l'époque actuelle, composées de sables, argiles, tourbes, galets, graviers et limons.

### Climat
Le climat du tuc de Biscarrague, situé à une vingtaine de kilomètres de la côte basque, est relativement semblable à celui de Biarritz, ci-dessous, avec des précipitations assez importantes : le climat océanique est dû à la proximité de l'océan Atlantique. La moyenne des températures en hiver se situe aux alentours de 8 °C et avoisine les 20 °C en été. La température la plus basse relevée a été −12,7 °C le 16 janvier 1985, et la plus élevée 40,6 °C le 4 août 2003. Les pluies sur la côte basque sont rarement persistantes, excepté durant les tempêtes hivernales. Elles se manifestent souvent sous forme d'averses orageuses intenses et de courte durée.
| Mois                              | jan.  | fév.  | mars  | avril | mai  | juin | jui. | août  | sep.  | oct.  | nov.  | déc.  | année   |
| --------------------------------- | ----- | ----- | ----- | ----- | ---- | ---- | ---- | ----- | ----- | ----- | ----- | ----- | ------- |
| Température minimale moyenne (°C) | 4,5   | 5,3   | 6,1   | 8,2   | 10,9 | 13,7 | 16   | 16,1  | 14,3  | 11,5  | 7,3   | 5,1   | 9,9     |
| Température moyenne (°C)          | 8,1   | 9     | 10    | 11,7  | 14,6 | 17,3 | 19,8 | 19,9  | 18,6  | 15,6  | 11    | 8,5   | 13,7    |
| Température maximale moyenne (°C) | 11,6  | 12,6  | 13,8  | 15,3  | 18,3 | 20,9 | 23,5 | 23,7  | 22,9  | 19,7  | 14,7  | 12    | 17,4    |
| Record de froid (°C)              | −12,7 | −11,5 | −7,2  | −1,3  | 3,3  | 5,3  | 9,2  | 8,6   | 5,3   | −0,6  | −5,7  | −8,9  | −12,7   |
| Record de chaleur (°C)            | 23,4  | 28,9  | 29,7  | 32,1  | 34,8 | 39,2 | 39,8 | 40,6  | 37    | 32,2  | 26,1  | 25,1  | 40,6    |
| Précipitations (mm)               | 143,2 | 122,7 | 121,7 | 132,9 | 121  | 90,9 | 65,1 | 102,3 | 124,6 | 135,7 | 174,2 | 148,7 | 1 482,9 |